# 那桐镇
那桐镇，是中华人民共和国广西壮族自治区南宁市隆安縣下辖的一个乡镇级行政单位。

## 行政区划
那桐镇下辖以下地区：
那桐社区、方村、浪湾村、那元村、镇流村、龙江村、大滕村、定江村、那重村、那门村、下邓村和上邓村。